# 미야지마정
미야지마정(宮島町)은 히로시마현 사에키군에 있던 정이다. 2005년 11월 3일 하쓰카이치시에 편입 합병되고, 사에키군과 함께 폐지되었다.
일본 삼경・안기의 미야지마(厳島)로 알려져 있다. 특히 이쓰쿠시마 신사는 신전을 비롯해 수많은 국보와 중요문화재를 보유하고 있으며, 1996년에는 유네스코 세계문화유산으로 등재되었다. 정역은 이쓰쿠시마 전체와 일치했다.

## 역사
- 1889년 4월 1일 - 정촌제 시행에 의해 이쓰쿠시마정이 성립하였다.
- 1950년 11월 3일 - 이쓰쿠시마정이 미야지마정으로 개칭하였다.
- 2005년 11월 3일 - 미야지마정이 하쓰카이치시에 편입합병되며 폐지되었다. 동시에 사에키군도 함께 소멸하였다.